# 索利·马派拉
索利·阿非利卡·马派拉（英語：Solly Afrika Mapaila）是一位南非政治家。他曾是民族之矛的成员。2012年，他被任命为南非共产党第二副总书记。2022年7月15日，他在南非共产党第十五次全国代表大会上作为唯一候选人当选为南非共产党总书记。